# Prix littéraires 1943
 (signalé en juillet 2025).
Si vous disposez d'ouvrages ou d'articles de référence ou si vous connaissez des sites web de qualité traitant du thème abordé ici, merci de compléter l'article en donnant les références utiles à sa vérifiabilité et en les liant à la section « Notes et références ».
- Archive Wikiwix
- Bing
- Cairn
- DuckDuckGo
- E. Universalis
- Gallica
- Google
- G. Books
- G. News
- G. Scholar
- Persée
- Qwant
- (zh) Baidu
- (ru) Yandex

Liste des prix littéraires décernés au cours de l'année 1943 :

## Prix internationaux
- Prix Nobel de littérature : non décerné

## Allemagne
- Prix Georg-Büchner : non décerné

## Belgique
- Prix Victor-Rossel : non décerné

## Canada
- Prix littéraires du Gouverneur général 1943 : 
  - Romans et nouvelles de langue anglaise : Thomas H. Raddall pour The Pied Piper of Dipper Creek.
  - Poésie ou théâtre de langue anglaise : A.J.M. Smith pour News of the Phoenix.
  - Études et essais de langue anglaise : John D. Robins pour The Incomplete Anglers et E.K. Brown pour On Canadian Poetry.

## Chili
- Prix national de littérature : Joaquín Edwards Bello (es) (1887-1968), romancier et chroniqueur ;

## Espagne
- Prix national de littérature narrative : Rafael García Serrano (es) (1917-1988), pour La fiel Infantería
- Prix national de poésie : Prix non décerné
- Prix Adonáis de poésie : José Suárez Carreño (es), pour Edad del hombre ; Vicente Gaos, pour Arcángel de mi noche ; Alfonso Moreno Redondo (es), pour El vuelo de la carne

## États-Unis
- Prix Pulitzer :
  - Catégorie « Fiction » :
  - Catégorie « Biographie et Autobiographie » :
  - Catégorie « Histoire » :
  - Catégorie « Poésie » :
  - Catégorie « Théâtre » :

## Finlande
- Prix Aleksis-Kivi : Martti Merenmaa
- Prix Kalevi-Jäntti : Oiva Paloheimo pour Levoton lapsuus
- Prix national de littérature : Aino Kallas pour Kuoleman joutsen
- Prix Tollander : Elmer Diktonius

## France
- Prix Goncourt : Marius Grout pour Passage de l'homme (Gallimard)
- Prix Renaudot : André Soubiran pour J'étais médecin avec les chars (Didier)
- Prix Femina : Prix non décerné
- Prix Interallié : Prix non décerné
- Grand prix du roman de l'Académie française : Joseph-Henri Louwyck pour Danse pour ton ombre ! (Plon)
- Prix des Deux Magots : Prix non décerné
- Prix du roman populiste : Marius Richard pour La Naissance de Phèdre

## Italie
- Prix Bagutta : Prix non décerné
- Prix Viareggio : Prix non décerné

## Royaume-Uni
- Prix James Tait Black :
  - Fiction : Mary Lavin pour Tales from Bective Bridge
  - Biographie :  G. G. Coulton pour Fourscore Years
- Prix John-Llewellyn-Rhys : Beauty for Ashes de Morwenna Donnelly (en)
- Médaille Carnegie : Prix non décerné
- Prix Rose-Mary-Crawshay : Kathleen Tillotson pour Edition of the Poems of Michael Drayton.